# Klippans Läderfabrik

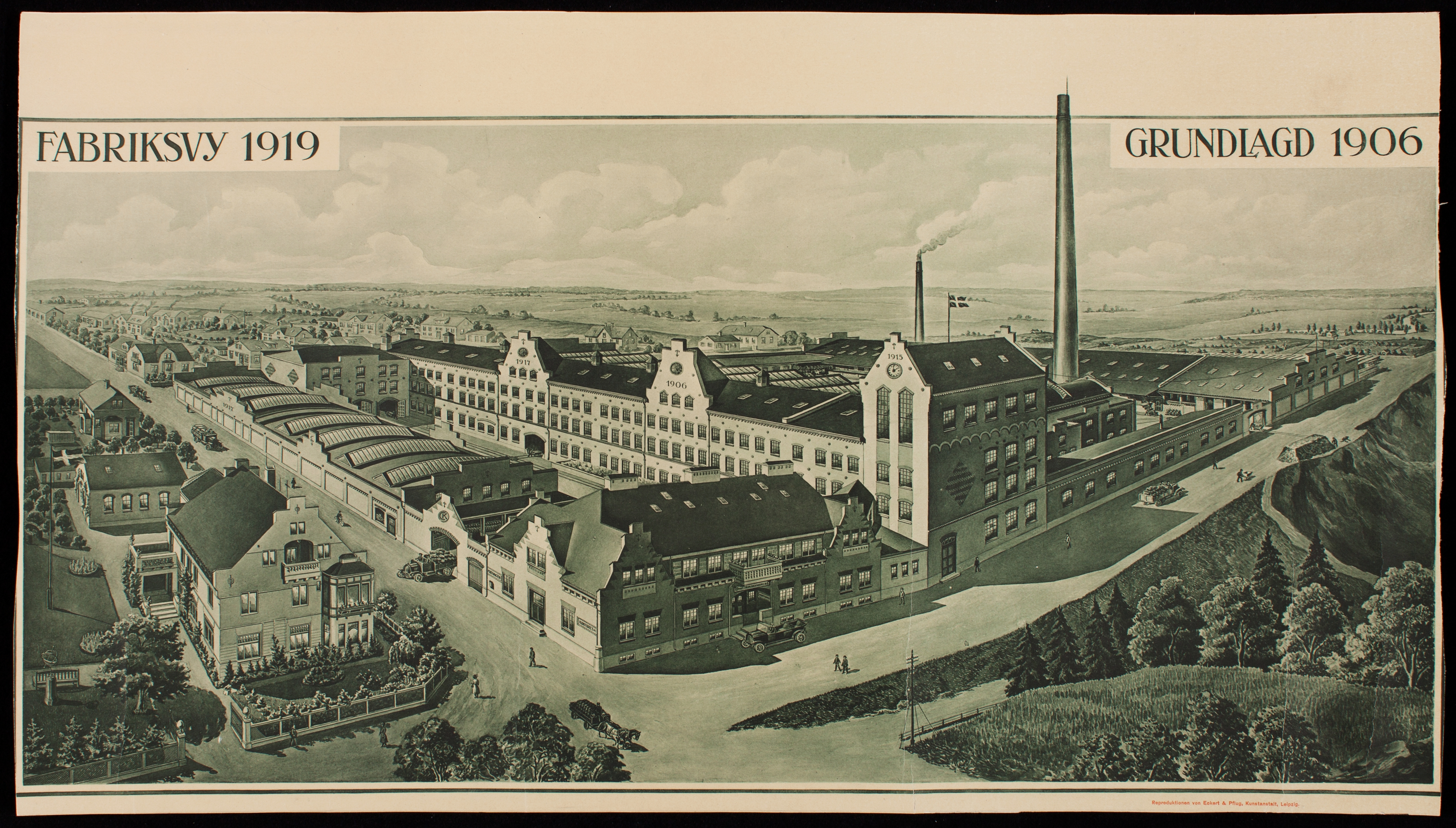
Klippans Chromläderfabrik 1919.

Klippans Läderfabrik, som grundades 1906 i skånska Klippan var landets första kromläderfabrik. Företaget startades av patron Johan Jacobson i Ängelholm i samarbete med den österrikiske garveriteknikern Egon Höning. Det hette ursprungligen Klippans Chromläderfabrik. Verksamheten startade med ett 15-tal anställda.
De första åren tillverkades enbart ovanläder till skor, men sedan kom även produktion av maskinremmar och portfölj- och bokbinderiläder in i bilden. På bara några år tredubblades produktionen och fabriken byggdes ut vid flera tillfällen. År 1917 drabbades fabriken av en brand men efter ett halvår var produktionen igång igen.
År 1919 hade fabriken 250 anställda. Tre år senare gick den konkurs och såldes. Efter ännu en konkurs år 1938 ändrades namnet till Klippans Läderfabrik och år 1940 köptes verksamheten upp av Grönvalls Läderfabrik i Ängelholm.
Efter andra världskriget var försvaret en stor kund men när den svenska skoindustin minskade under 1960-talet tvingades man alltmer inrikta sig på export.
Klippans Läderfabrik var länge en av de största arbetsgivarna i Klippan och hade i början av 1980-talet nära 200 anställda. Men det rådde stor överkapacitet i världen inom läderbranschen och under loppet av 1980-talet gick det snabbt utför. 1988 upphörde produktionen i Klippan och några år senare även i Ängelholm. Läderfabrikens byggnader i Klippan revs 2010.
Arkivhandlingarna efter Klippans Läderfabrik finns förvarade hos Skånes Näringslivsarkiv i Helsingborg.

## Källförteckning
1. 1 2 3 4  Henrik Borg (2005). Klippans Chromläderfabrik. "2005:114". Regionmuseet Kristianstad. ISSN 1651-0933.
2. ↑  Sveriges Radio (28 april 2010). ”Ett sista besök på läderfabriken - P4 Malmöhus”. www.sverigesradio.se. https://www.sverigesradio.se/artikel/3659509. Läst 23 juli 2025.